# Riu Foyle
El riu Foyle (en gaèlic irlandès: an Feabhail) és un riu de 129 quilòmetres a l'oest de l'Ulster, al nord-oest d'Irlanda, que comença a la confluència del riu Finn i el riu Mourne a Strabane, al comtat de Tyrone, i finalitza a la ciutat de Derry, on desemboca al lough Foyle i posteriorment a l'oceà Atlàntic. El riu separa part del comtat de Donegal amb els comtats de Derry i de Tyrone. El districte del comtat de Donegal que voreja la riba occidental del riu Foyle es coneix tradicionalment com el Laggan. Aquest districte inclou els llogarets de Saint Johnston i Carrigans, ambdós situats a la vora del riu.

## Etimologia
L'obra Geographia de Claudi Ptolemeu (segle II aC.) cita la boca del riu com a «Ουιδουα» (Widua, del protoindoeuropeu *widhu, "arbre"), que fa referència al Foyle.
El nom en irlandès és «An Feabhal», que fa referència a Febail, pare del mític Bran.

## Ponts
És considerat el riu més ràpid d'Europa per la seva grandària, fent difícil la construcció de ponts a través d'ell. A Derry, el principal punt de pas, hi ha tres ponts. El pont més al sud, el més antic dels tres, és l'únic pont de dos pisos de trànsit d'Europa i és conegut oficialment com a Pont de Craigavon (ocasionalment referit de forma col·loquial com a «Pont blau»). El pont més al nord, conegut com a Pont de Foyle, és un pont molt més gran i va ser construït per albergar vaixells grans en un moment en què es va preveure que la ciutat havia d'acomodar aquest tipus d'embarcacions. Tanmateix, això va resultar innecessari, ja que el port principal es va traslladar a diversos quilòmetres al nord de la ciutat i els vaixells grans que van ser dissenyats mai van haver d'arribar tan al sud. El Pont de Foyle va ser originalment planejat per la Londonderry Development Commission i plantejat per alleujar la congestió de trànsit existent al de Craigavon i al centre de la ciutat. Tanmateix, la prevaricació política va significar que no es construís fins a la dècada de 1980. El tercer pont de Derry, el Pont de la Pau, està situat darrere de la Plaça de Guildhall, al nord del Pont de Craigavon. Aquest pont de vianants i cicles es va obrir el 2011 com a símbol d'unió entre els dos costats de la ciutat.
Fora de Derry, l'únic pont que creua el riu Foyle és el Pont de Lifford, construït a la dècada de 1960 entre Lifford, la ciutat comtal de Donegal, a la riba occidental del riu, i Strabane, una ciutat important al comtat de Tyrone, a la riba oriental.

## Recerca i rescat del Foyle
A causa de la presència de tres ponts a Derry, algunes persones decideixen cometre suïcidi saltant a les aigües ràpides i profundes del riu. El juliol de 1993 l'entitat Recerca i rescat del Foyle (en anglès: Foyle Search and Rescue) es va establir com a organització benèfica i ha adoptat el paper de protector de la vida humana al riu Foyle entorn als ponts Craigavon, Foyle i de la Pau. Entre 1993 i 2008 va tractar amb més de 1.000 persones en perill.

## Pesca
Abans de la colonització de l'Ulster, els drets de pesca al riu van ser propietat dels clans O'Neill i O'Donnell, governants de Tír Eoghain i Donegal, respectivament. Quan la colonització va començar el 1609, un organisme anomenat The Honorable The Irish Society va ser creat per Royal charter el 1613 per administrar els afers de la colònia. Aleshores, l'entitat va rebre els drets de pesca al riu Foyle i al riu Bann, a excepció de les parts dels rius propietat del bisbe de Derry. L'any 1944, l'organització va emprendre una acció per intrusió contra un pescador de Porthall que consideraven que pescava il·legalment. El cas, que va ser finalment sobresegut, va anar a càrrec del jutge George Gavan Duffy a l'alt tribunal de Dublín durant els anys 1947-1948. Aleshores, la Societat va presentar recurs contra la decisió i va apel·lar als governs del nord i del sud per haver perdut el cas. Tots dos governs van acordar comprar els drets de pesca per la suma de 110.280 lliures esterlines amb la condició que abandonessin el recurs. Això va portar a l'establiment d'una comissió per supervisar la pesca al riu i al lough Foyle. L'organisme creat es va anomenar Foyle Fisheries Commission i es va establir per un projecte de llei aprovat simultàniament pels governs de la República d'Irlanda i d'Irlanda del Nord el 25 de març de 1952. La Foyle Fisheries Commission va ser dissolta el 10 d'abril de 2007 amb la signatura de la Foyle & Carlingford Fisheries Act de 2007. És considerat com un dels millors rius de salmó d'Irlanda. Els detalls de la normativa de pesca estan disponibles a la Loughs Agency. El poble de Saint Johnston, que es troba a la riba del riu del comtat de Donegal, és un important assentament pesquer del Foyle.